# Braunschweig–Lüneburgi Hercegség
A Braunschweig-Lüneburgi Hercegség (németül: Herzogtum Braunschweig-Lüneburg) egy történelmi hercegi állam, amely a késő középkortól a korai újkorig állt fenn a volt Német-római Birodalom északnyugati tartományában, a mai Németország északi részén.

## Lásd még
- Braunschweig uralkodóinak listája
- Lüneburg uralkodóinak listája
- A Német-római Birodalom államai

## Fordítás
- Ez a szócikk részben vagy egészben  a   Duchy of Brunswick-Lüneburg című angol Wikipédia-szócikk fordításán alapul.  Az eredeti cikk szerkesztőit annak laptörténete sorolja fel. Ez a jelzés csupán a megfogalmazás eredetét és a szerzői jogokat jelzi, nem szolgál a cikkben szereplő információk forrásmegjelöléseként.